# Benediktinski samostan sv. Kuzme i Damjana
Benediktinski samostan sv. Kuzme i Damjana na brdu Ćokovcu kod Tkona na otoku Pašmanu sagradio je biogradski biskup Teodorik 1059. godine na temeljima ranije bizantske utvrde i starokršćanske crkve. 
Ćokovac je jedini aktivni samostan benediktinaca u Hrvatskoj i poznato glagoljaško središte.
Po mletačkom razaranju Biograda u 12. stoljeću benediktinci dolaze na Ćokovac i grade novi samostan. U 14. stoljeću samostan je oštećen, ali su ga benediktinci ponovo izgradili i pregradili crkvu u gotičkom stilu. Crkvu krasi oslikano gotičko raspelo s početka 15. stoljeća.
Godine 1808. samostan je ugašen i ponovo oživljen 1965. Naziv "Ćokovac" dolazi od riječi "ćok", što je naziv u lokalnom dijalektu za pticu kos. 
Za obnovu ovog samostana koji je već bio ruševan zaslužan je o. Martin Josip Kirigin, poznati hrvatski liturgičar.

## Vanjske poveznice
- Službena stranica samostana